# 중도개혁주의
중도개혁주의(中道改革主義)는 중도주의를 기반으로 한 개혁을 주장하는 이념이다.

## 역사
중도개혁주의를 주장한 첫 민주당계 정당은 평화민주당이었다. 1989년 1월 11일에는 '중도개혁'이라는 단어가 자유주의와 보수주의 사이에서 중간을 의미한다는 오해를 불러일으킬 수 있다는 우려가 제기되어 중도를 빼고 '개혁주의'가 당의 노선임을 강조한 적도 있었으나, 1년쯤 뒤인 1990년 1월 1일에 김대중 당시 총재에 의해 번복되어 중도개혁주의로 되돌려지기도 했다. 이후 평화민주당이 신민주연합당으로 개칭되었을 때에도 중도개혁주의는 계속해서 신민주연합당의 이념으로 남았다.
그러나 1995년에 새정치국민회의가 창당되면서 한때 중도개혁주의가 철회되고 '온건 보수'가 그 대신 채택되기도 했다.
2016년 구 국민의당에서 중도개혁주의를 표방하기도 하였다. 그 외 바른미래당, 대안신당, 민주평화당이 중도개혁주의를 자신들의 이념으로 채택하였었다. 현재는 민생당, 국민의당이 이 이념을 표방하고 있다.

## 같이 보기
- 자유주의
- 민주중도
- 급진중도